# Hamanumida melanthalis
Hamanumida melanthalis är en fjärilsart som beskrevs av Fabricius 1775. Hamanumida melanthalis ingår i släktet Hamanumida och familjen praktfjärilar. Inga underarter finns listade i Catalogue of Life.